# Astragalus gaillardotii
Astragalus gaillardotii är en ärtväxtart som beskrevs av Pierre Edmond Boissier. Astragalus gaillardotii ingår i släktet vedlar, och familjen ärtväxter. Inga underarter finns listade i Catalogue of Life.